# Igor
Igor je mužské jméno skandinávského původu.  Jedná se o poruštěné jméno Ivar. Vzniklo ze staroseverského jména Ingvarr. Vykládá se jako „hlídající, bůh plodnosti“.
V českém občanském kalendáři má svátek 1. října.

## Statistické údaje
Následující tabulka uvádí četnost jména v ČR a pořadí mezi mužskými jmény ve srovnání dvou roků, pro které jsou dostupné údaje MV ČR – lze z ní tedy vysledovat trend v užívání tohoto jména:
| Rok       | Četnost   | Pořadí   |
| 1999      | 3845      | 95.      |
| 2002      | 3892      | 94.      |
| Porovnání | o 47 více | o 1 lépe |
| 2006      | 5188      | 87.      |

Změna procentního zastoupení tohoto jména mezi žijícími muži v ČR (tj. procentní změna se započítáním celkového úbytku mužů v ČR za sledované tři roky 1999-2002) je +2,0%.

## Igor v jiných jazycích
- Slovensky, polsky, rusky, srbocharvátsky, italsky, španělsky, francouzsky, nizozemsky, švédsky, anglicky: Igor
- Dánsky, švédsky: Ingvar
- Německy: Igor nebo Ingwar
- Ukrajinsky: Ihor

## Známí nositelé jména
- Kníže Igor – vládce Kyjevské Rusi v letech 912–945 (stejnojmenná opera Alexandra Borodina)
- Kníže Igor – novgorodsko-severský vládce v letech 1178-1202, hrdina eposu Slovo o pluku Igorově
- Igor Adamec – slovenský herec, moderátor a bavič
- Igor Fjodorovič Stravinskij – ruský skladatel
- Igor Sikorskij – letecký konstruktér
- Igor Kurčatov – ruský fyzik
- Igor Němec – český politik
- Igor Ardašev – klavírista
- Igor Chaun – český režisér
- Igor Bareš – český herec
- Igor Ondříček – český herec Městského divadla Brno
- Igor Orozovič – český herec
- Igor Chmela – český herec
- Igor Matovič – slovenský politik